# بیور ولی (دلاویر اند پنسیلوانیا)
بیور ولی (به انگلیسی: Beaver Valley) یک منطقهٔ مسکونی در ایالات متحده آمریکا است که در پنسیلوانیا واقع شده‌است. بیور ولی ۶۱٫۸۸ متر بالاتر از سطح دریا واقع شده‌است.